# Athora Netherlands
Athora Netherlands is een verzekeringsmaatschappij die sinds 1 april 2020 onderdeel is van het in Bermuda gevestigde Athora Holding Ltd. Athora Netherlands is actief op de Nederlandse markt met onder meer de merken Reaal en Zwitserleven.
Athora Netherlands opereerde tot 1 juli 2014 onder de statutaire naam REAAL N.V., en was de verzekeringstak van SNS REAAL. Onder de naam VIVAT, was het enige tijd in handen van het Chinese bedrijf Anbang Insurance Group, maar vanaf 1 april 2020 is Athora Netherlands Holding Ltd. de enige aandeelhouder.

## Activiteiten
Athora Netherlands richt zich op de verkoop van levensverzekeringen, pensioenen, hypotheken en beleggingsfondsen. Het bedrijf had per eind 2019 een balanstotaal van 60 miljard euro en is een van de grote verzekeraars in Nederland. De organisatie heeft ruim 1.200 werknemers, en kantoren in Alkmaar en Amsterdam. 
De activiteiten zijn verdeeld over de volgende dochtermaatschappijen: 
- SRLEV N.V., met tevens de handelsnamen Europe Life, Extramedium, Happy Service Verzekeringen, Hooge Huys Verzekeringen, Hooge Huys Virtuele Werkwinkel, Reaal, Reaal Levensverzekeringen, Reaal Virtuele Werkwinkel, Reaal Zelf Regelen (verzekeraar met direct distributiekanaal), Services (pensioenverzekeraar)[2]
- Proteq Levensverzekeringen N.V.

In juni 2019 werd bekend dat NN Group en verzekeraar Athora de Nederlandse verzekeringsmaatschappij van Anbang zouden overnemen. Athora wordt de eigenaar van de levensverzekeringsportefeuille en de afdeling vermogensbeheer inclusief ACTIAM. Deze activiteiten tellen 2,2 miljoen klanten. Op 1 april 2020 is de overname afgerond. De schadeverzekeringsactiviteiten met 300.000 klanten zijn door NN Group overgenomen voor 415 miljoen euro. Zo'n 575 voltijdsbanen gaan over naar NN Group. Op 1 januari 2022 is vermogensbeheerder ACTIAM overgenomen door Cardano Group.

### Resultaten
In de onderstaande tabel staan de belangrijkste financiële resultaten van VIVAT sinds 2014. Voor oudere informatie van de verzekeringsactiviteiten zie SNS REAAL.
| Jaar | Netto premie- inkomsten | Nettoresultaat | Nettoresultaat (onderliggend) | Balanstotaal | Solvency ratio     |
| ---- | ----------------------- | -------------- | ----------------------------- | ------------ | ------------------ |
| 2014 | € 2898                  | € -612         | € 0                           | € 60.525     | 136% (I)           |
| 2015 | € 2418                  | € 109          | € 33                          | € 60.346     | 240% (I)/161% (II) |
| 2016 | € 2447                  | € 168          | € 161                         | € 57.801     | 175% (II)          |
| 2017 | € 2872                  | € -116         | € 172                         | € 56.747     | 162% (II)          |
| 2018 | € 2791                  | € -284         | € 239                         | € 55.674     | 192% (II)          |
| 2019 | € 2379                  | € 399          | € 322                         | € 61.685     | 170% (II)          |

In februari 2016 meldde VIVAT dat er over een periode van drie jaar tussen de 900 en 1200 banen zouden gaan verdwijnen. Door de focus van de leiding van SNS REAAL op de problemen bij Property Finance bleven noodzakelijk maatregelen bij VIVAT uit. De bedrijfskosten lagen bij VIVAT ongeveer 30% hoger dan bij de grootste concurrenten. Door het vereenvoudigen van de organisatiestructuur en het digitaliseren van diensten kon het werk met minder mensen worden gedaan.

## Geschiedenis
Reaal Groep was een Nederlandse financiële instelling die haar oorsprong vond in de fusie van diverse vennootschappen die eigendom waren van de vakbeweging, waaronder de verzekeringsmaatschappijen De Centrale en Concordia, de Hollandse Koopmansbank en de Algemene Spaarbank voor Nederland. Tussen 1990 en 1997 groeide REAAL Groep aanzienlijk, onder andere door de overname van Hooge Huys Verzekeringen in 1996. 
In 1997 fuseerden SNS Bank en REAAL Groep tot SNS REAAL. De diverse bedrijfseenheden van de fusiepartners werden gehergroepeerd en geïntegreerd. Op 1 februari 2013 werd SNS REAAL genationaliseerd. Daarna zijn SNS Bank en Reaal afgesplitst van de holding en afzonderlijk eigendom geworden van de Nederlandse Staat.
REAAL N.V. werd op 1 juli 2014 omgedoopt in VIVAT. De merken die VIVAT voert, onder meer Reaal, Zwitserleven en Route Mobiel, bleven ongewijzigd. Daarnaast ging vermogensbeheerder SNS Asset Management onder de nieuwe naam ACTIAM deel uitmaken van het verzekeringsbedrijf.

### Overname door Anbang
REAAL stond sinds de zomer van 2014 in de verkoop.
In februari 2015 werd bekend dat het Chinese verzekeringsbedrijf van Anbang Insurance Group Co. Ltd. VIVAT zou overnemen.  Anbang bood 150 miljoen euro voor de aandelen. Verder zou Anbang nog maximaal 1 miljard euro steken in de versterking van de balans van de verzekeraar en 0,5 miljard euro aflossen op interne leningen binnen de groep SNS REAAL. Anbang telt ruim 30.000 medewerkers en biedt veel diensten en producten op financieel en verzekeringsgebied aan meer dan 20 miljoen klanten.
Medio 2015 werd de verkoopprijs van VIVAT vastgesteld op 1 euro. Verder betaalt Anbang € 85 miljoen voor de belastingvordering op SNS REAAL over 2013 en 2014. De verwachte verkoopprijs voor de aandelen was € 150 miljoen, exclusief verrekening van de belastingvorderingen. Dat de prijs lager uitviel kwam door een kapitaalinjectie door Anbang van € 1,35 miljard, ongeveer 350 tot 580 miljoen euro méér dan in februari nog werd berekend. Toezichthouder DNB ging akkoord met de overname en op 22 juli 2015 volgde de Chinese toezichthouder CIRC  met een goedkeuring voor de overname van VIVAT. Medio oktober 2015 ontving VIVAT de 1,35 miljard euro van Anbang. Met het extra kapitaal werden de buffers versterkt, waardoor VIVAT beter in staat werd geacht nieuwe tegenvallers op te vangen.
Nog geen twee maanden na de overname, op 14 september 2015, vertrok Gerard van Olphen bij VIVAT. "in het belang van het bedrijf". Het persbericht gaf geen verdere verklaring. Kenners gingen uit van een aanvaring met Anbang of met de mede-leden van de raad van bestuur (een Nederlander en drie Chinezen) over de aansturing of de koers van VIVAT. Van Olphen was pas sinds 26 juli 2015 in functie, na hiervoor anderhalf jaar aan het hoofd te hebben gestaan van SNS REAAL.
In februari 2018 werd Anbang onder curatele gesteld door de Chinese toezichthouder op het verzekeringswezen CIRC. De CIRC benoemde een commissie van 31 leden om alle bestuursactiviteiten voor minimaal een jaar over te nemen.

### Verkoop door Anbang
Vanaf augustus 2018 stond VIVAT te koop. Anbang vroeg vier internationale zakenbanken een offerte uit te brengen voor het begeleiden van de verkoop van VIVAT. In juni 2019 werd bekend dat NN Group en verzekeraar Athora de Nederlandse verzekeringsactiviteiten overnamen. NN Group kocht de schadeverzekeringsactiviteiten met 300.000 klanten voor € 415 miljoen en werd hiermee de grootste schadeverzekeraar van Nederland. Athora werd eigenaar van de levensverzekeringsportefeuille en de afdeling vermogensbeheer, inclusief ACTIAM. Deze activiteiten tellen 2,2 miljoen klanten. Athora heeft de overnamesom niet bekend gemaakt. Op 2 april 2020 werd de overname van VIVAT afgerond. Athora beloofde dat zijn deel van VIVAT in Nederland gevestigd zal blijven. Vanaf 10 december 2020 ging Althora verder onder de nieuwe naam Athora Netherlands.

## Trivia
In april 2019 kreeg VIVAT van de Autoriteit Financiële Markten een bestuurlijke boete van € 200.000 omdat een bedrijfsonderdeel voor tussenpersonen een reis naar China had georganiseerd en daarmee het bonusprovisieverbod en de norm op een passende volmachtbeloning heeft overtreden.